# Myung Rye-hyun
Dans ce nom coréen, le nom de famille, Myung, précède le nom personnel.
Myung Rye-hyun (명례현) est un footballeur puis entraîneur nord-coréen. 
Il dirige notamment la sélection nord-coréenne lors de la phase finale de la Coupe du monde 1966, où les Chollimas atteignent les quarts de finale.

## Biographie
Né le 14 avril 1926, Myung Rye-hyun effectue sa carrière de joueur au sein du club du Moranbong SC de Pyongyang, où il est titulaire à la pointe de l'attaque dès l'âge de 17 ans. La Guerre de Corée, où il est blessé à la jambe, met prématurément fin à sa carrière de joueur. 
Devenu entraîneur, il succède à Kim Gun-nam en 1965 à la tête de la sélection nord-coréenne. Son prédécesseur avait réussi à qualifier l'équipe pour le tournoi final de football des Jeux olympiques de Tokyo, sans pouvoir y participer à la suite du forfait général de la délégation nord-coréenne. La mission donnée par la fédération à Myung est de qualifier la Corée du Nord pour la prochaine Coupe du monde, qui doit avoir lieu en 1966 en Angleterre. À noter que c'est la première fois que les Nord-Coréens s'engagent dans une campagne de qualification pour la compétition mondiale.
Préparant son équipe durant dix-huit mois, d'une manière quasiment militaire, Myung s'acquitte sans peine de sa mission, bien aidé par les événements extra-sportifs et le forfait de l'ensemble des équipes africaines et de la Corée du Sud. Les éliminatoires se résument à un double affrontement face à l'Australie, à Phnom Penh. Les deux matchs sont remportés par les Nord-Coréens (6-1 puis 3-1), ce qui les qualifient pour la Coupe du monde.
Le jeune technicien (alors âgé de 40 ans) sélectionne 22 joueurs qu'il emmène en Europe, une première pour l'ensemble de ses hommes qui n'ont quasiment jamais quitté leur pays. La sélection termine deuxième de son groupe avec une défaite face à l'URSS, un nul face au Chili et une victoire retentissante face à l'Italie. L'équipe atteint ainsi les quarts de finale, une première pour une sélection asiatique. En quarts de finale, les Nord-Coréens échouent face au Portugal d'Eusebio, auteur d'un quadruplé.
Ce match est le dernier de Myung Rye-hun sur le banc de la Corée du Nord, qui va se mettre en retrait du football international pendant cinq ans, à l'exception d'une rencontre amicale, jouée et perdue en Algérie face à la sélection locale.